# Islamic Republic News Agency

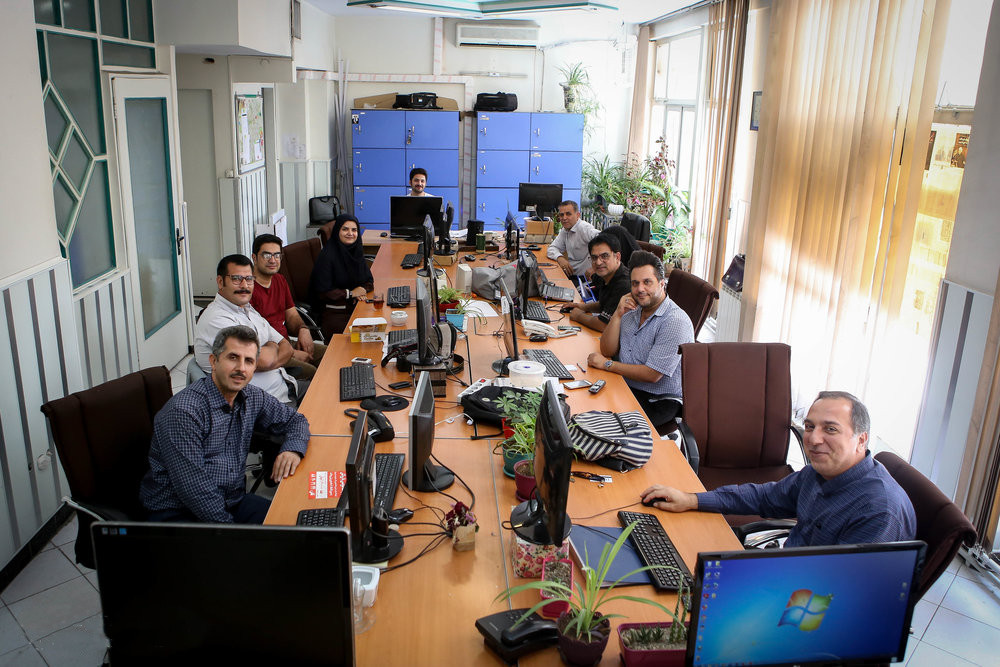
IRNA fotoafdeling (2015)

De Islamic Republic News Agency of het Persbureau van de Islamitische Republiek (Perzisch: خبرگزاری جمهوری اسلامی ایران), afgekort IRNA, is het officiële persbureau van de Islamitische Republiek Iran. 
Het persbureau wordt door de overheid gefinancierd en staat onder toezicht van het Iraanse ministerie van cultuur en islamitische begeleiding. Het persbureau publiceert ook de krant 'Iran'. Sinds 2020 is Ali Naderi de directeur van IRNA. IRNA heeft circa 60 kantoren in Iran en meer dan 30 kantoren wereldwijd.